# Josephsplatz (metrostation)
Josephsplatz is een metrostation in de wijk Maxvorstadt van de Duitse stad München. Het station werd geopend op 18 oktober 1980 en wordt bediend door de lijnen U2 en U8 van de metro van München.